# Opsochernes carbophilus
Genre
Espèce
Opsochernes carbophilus, unique représentant du genre Opsochernes, est une espèce de pseudoscorpions de la famille des Chernetidae.

## Distribution
Cette espèce est endémique de Nouvelle-Zélande.

## Description
Opsochernes carbophilus mesure 3,0 mm.

## Publication originale
- Beier, 1966 : Zur Kenntnis der Pseudoscorpioniden-Fauna Neu-Seelands. Pacific Insects, vol. 8, p. 363-379.